# The Open Championship
The Open Championship, außerhalb Großbritanniens manchmal auch British Open genannt, ist das älteste noch ausgespielte Golfturnier der Welt. Es ist das einzige der vier großen Major-Championship-Turniere, das nicht in den Vereinigten Staaten ausgetragen wird. Das Turnier wird turnusmäßig auf neun verschiedenen Links-Plätzen in Schottland, England und Nordirland gespielt, die zu den besten und berühmtesten Golfplätzen Großbritanniens gehören.
| Turnier               | Ort                   | Entstehung | Termin |
| --------------------- | --------------------- | ---------- | ------ |
| US Masters            | Augusta, Georgia, USA | 1934       | April  |
| PGA Championship      | USA                   | 1916       | Mai    |
| U.S. Open             | USA                   | 1895       | Juni   |
| The Open Championship | UK                    | 1860       | Juli   |

## Geschichte und Bedeutung
Die Idee einer offenen Meisterschaft, die jährlich auf wechselnden Kursen ausgespielt wird, tauchte erstmals 1856 auf. Mangels Unterstützung aus anderen Clubs wagte der Prestwick Golf Club einen Start allein. Am 17. Oktober 1860 wurden in Prestwick die ersten vom Earl of Eglinton und Oberst James Fairlie ins Leben gerufenen Titelkämpfe ausgetragen. Die acht führenden Spieler der damaligen Zeit spielten an einem Tag drei Runden des 12-Loch-Platzes in Prestwick. Willie Park Sr. gewann mit 174 Schlägen den ersten Titel. Erstmals wurden 1863 Preisgelder an die Platzierten Teilnehmer vergeben und ein Preisgeldpool von £10 dafür festgesetzt (der Sieger erhielt bis zu diesem Zeitpunkt ausschließlich den Meisterschaftsgürtel für ein Jahr). Erst 1864 erhielt auch der Sieger zusätzlich ein Preisgeld von £6 und das Gesamtpreisgeld wurde dafür auf £15 erhöht. Nachdem Young Tom Morris 1870 das Turnier zum dritten Mal in Folge gewann, herrschte im Organisationskomitee Uneinigkeit über das weitere Vorgehen. Die Uneinigkeit war so groß, dass 1871 kein Turnier ausgetragen wurde. Ab dem darauf folgenden Jahr wechselte die Austragung zwischen Prestwick, Musselburgh und St. Andrews.
Bis zum Jahre 1894 wurde dieses Turnier ausschließlich in Schottland ausgetragen. Royal St George’s war der erste Austragungsort in England.
Die Open Championship zählt zu den vier wichtigsten Golfturnieren, den sogenannten Majors, und ist von diesen das einzige in Europa ausgetragene Turnier.
Der Name „Open“ bezieht sich darauf, dass bei diesem Turnier sowohl Amateure als auch Profis antreten dürfen. Theoretisch steht die Teilnahme also jedem offen, sofern er sich qualifiziert oder aufgrund besonderer Leistungen der Vergangenheit automatisch teilnahmeberechtigt ist.
Das Turnier 2020 wurde am 6. April des Jahres wegen der COVID-19-Pandemie abgesagt; 2021 fand die Austragung vom 11. Juli bis zum 18. Juli 2021 statt.

## Die Austragungsplätze
Das Turnier wird jährlich im Juli vom Royal and Ancient Golf Club of St Andrews (R&A) veranstaltet. Das Turnier ist jeweils so angesetzt, dass der Finaltag der dritte Sonntag im Juli ist. Der Austragungsort wechselt zwischen momentan 9 Kursen, wobei die Tradition gebietet, dass es sich um Links-Kurse handelt, welche typisch für das Golf in Großbritannien sind. Die Liste der gastgebenden Plätze wird „Rota“ genannt und besteht aus:

### Aktuelle Plätze
Schottland
- St Andrews Old Course (häufigster Austragungsort, da seit 1990 dort alle 5 Jahre gespielt wird)
- Carnoustie
- Muirfield
- Turnberry
- Royal Troon Golf Club

England
- Royal St George’s
- Royal Birkdale
- Royal Lytham & St.Annes
- Royal Liverpool (Hoylake)

Nordirland
- Royal Portrush Golf Club (Der einzige Austragungsort außerhalb der britischen Hauptinsel)

### Ehemalige Plätze
- Prestwick Golf Club (Erster Austragungsort von 1860–1872)
- Musselburgh Links
- Royal Cinque Ports Golf Club
- Prince’s Golf Club (Sandwich, Kent)

## Claret Jug
Die berühmte Trophäe für den Gewinner der Open – den Champion Golfer of the Year – gibt es seit 1872, nachdem der zuvor dem Sieger präsentierte Championship Belt – nach dreimaligem Gewinn in Folge – in den Besitz von Young Tom Morris übergegangen war. Dieser ursprüngliche Pokal ist seit 1928 im Clubhaus des Royal and Ancient Golf Club of St Andrews zusammen mit dem Championship Belt (1908 von der Familie Morris gespendet) ausgestellt.
Der derzeit in Gebrauch stehende Claret Jug wurde 1928 erstmals dem Sieger, Walter Hagen, überreicht. Jeder Gewinner darf den Originalpokal bis zur nächsten Open Championship behalten und bekommt dann eine Nachbildung der Trophäe.

## Silver Medal
Der beste Amateur bei der Open Championship erhält als Auszeichnung die sogenannte Silver Medal, vorausgesetzt er hat den Cut geschafft und das Turnier über die volle Distanz beendet. Die Ehrung erfolgt traditionell unmittelbar vor der Übergabe des Claret Jug.

## Die Sieger seit 1980
Quelle: Offizielle Website
| Jahr | Sieger                              | Nationalität                        | Ort/Anlage                          | Ergebnis (Par)                      | Ergebnis (Par)                      | Sieger-Preisg.                      |
| ---- | ----------------------------------- | ----------------------------------- | ----------------------------------- | ----------------------------------- | ----------------------------------- | ----------------------------------- |
| 2025 | Scottie Scheffler                   | Vereinigte Staaten                  | Royal Portrush Golf Club            | 267                                 | (−17)                               | $ 3.100.000                         |
| 2024 | Xander Schauffele                   | Vereinigte Staaten                  | Royal Troon Golf Club               | 275                                 | (−9)                                | $ 3.100.000                         |
| 2023 | Brian Harman                        | Vereinigte Staaten                  | Royal Liverpool Golf Club           | 271                                 | (−13)                               | $ 3.000.000                         |
| 2022 | Cameron Smith                       | Australien                          | St Andrews, Old Course              | 268                                 | (−20)                               | $ 2.500.000                         |
| 2021 | Collin Morikawa                     | Vereinigte Staaten                  | Royal St George’s Golf Club         | 265                                 | (−15)                               | $ 2.070.000                         |
| 2020 | Aufgrund COVID-19-Pandemie abgesagt | Aufgrund COVID-19-Pandemie abgesagt | Aufgrund COVID-19-Pandemie abgesagt | Aufgrund COVID-19-Pandemie abgesagt | Aufgrund COVID-19-Pandemie abgesagt | Aufgrund COVID-19-Pandemie abgesagt |
| 2019 | Shane Lowry                         | Irland                              | Royal Portrush Golf Club            | 269                                 | (−15)                               | £ 1.546.000                         |
| 2018 | Francesco Molinari                  | Italien                             | Carnoustie Golf Links               | 276                                 | (−8)                                | £ 1.420.000                         |
| 2017 | Jordan Spieth                       | Vereinigte Staaten                  | Royal Birkdale Golf Club            | 268                                 | (−12)                               | £ 1.400.000                         |
| 2016 | Henrik Stenson                      | Schweden                            | Royal Troon Golf Club               | 264                                 | (−20)                               | £ 1.175.000                         |
| 2015 | Zach Johnson                        | Vereinigte Staaten                  | St Andrews, Old Course              | 273                                 | (−15)                               | £ 1.150.000                         |
| 2014 | Rory McIlroy                        | Nordirland                          | Royal Liverpool Golf Club           | 271                                 | (−17)                               | £ 975.000                           |
| 2013 | Phil Mickelson                      | Vereinigte Staaten                  | Muirfield Golf Club                 | 281                                 | (−3)                                | £ 945.000                           |
| 2012 | Ernie Els (2)                       | Südafrika                           | Royal Lytham & St.Annes             | 273                                 | (−7)                                | £ 900.000                           |
| 2011 | Darren Clarke                       | Nordirland                          | Royal St George’s Golf Club         | 275                                 | (−5)                                | £ 900.000                           |
| 2010 | Louis Oosthuizen                    | Südafrika                           | St Andrews, Old Course              | 272                                 | (−16)                               | £ 850.000                           |
| 2009 | Stewart Cink                        | Vereinigte Staaten                  | Turnberry Golf Club                 | 278                                 | (−2)                                | £ 750.000                           |
| 2008 | Pádraig Harrington (2)*             | Irland                              | Royal Birkdale Golf Club            | 283                                 | (+3)                                | £ 750.000                           |
| 2007 | Pádraig Harrington                  | Irland                              | Carnoustie Golf Links               | 277                                 | (−7)                                | £ 750.000                           |
| 2006 | Tiger Woods (3)                     | Vereinigte Staaten                  | Royal Liverpool Golf Club           | 270                                 | (−18)                               | £ 720.000                           |
| 2005 | Tiger Woods (2)                     | Vereinigte Staaten                  | St Andrews, Old Course              | 274                                 | (−14)                               | £ 720.000                           |
| 2004 | Todd Hamilton                       | Vereinigte Staaten                  | Royal Troon Golf Club               | 274                                 | (−10)                               | £ 720.000                           |
| 2003 | Ben Curtis                          | Vereinigte Staaten                  | Royal St George’s Golf Club         | 283                                 | (−1)                                | £ 700.000                           |
| 2002 | Ernie Els                           | Südafrika                           | Muirfield Golf Club                 | 278                                 | (−6)                                | £ 700.000                           |
| 2001 | David Duval                         | Vereinigte Staaten                  | Royal Lytham & St.Annes             | 274                                 | (−10)                               | £ 600.000                           |
| 2000 | Tiger Woods                         | Vereinigte Staaten                  | St Andrews, Old Course              | 269                                 | (−19)                               | £ 500.000                           |
| 1999 | Paul Lawrie                         | Schottland                          | Carnoustie Golf Links               | 290                                 | (+6)                                | £ 350.000                           |
| 1998 | Mark O’Meara                        | Vereinigte Staaten                  | Royal Birkdale Golf Club            | 280                                 | (E)                                 | £ 300.000                           |
| 1997 | Justin Leonard                      | Vereinigte Staaten                  | Royal Troon Golf Club               | 272                                 | (−12)                               | £ 250.000                           |
| 1996 | Tom Lehman                          | Vereinigte Staaten                  | Royal Lytham & St.Annes             | 271                                 | (−13)                               | £ 200.000                           |
| 1995 | John Daly                           | Vereinigte Staaten                  | St Andrews, Old Course              | 282                                 | (−6)                                | £ 125.000                           |
| 1994 | Nick Price                          | Simbabwe                            | Turnberry Golf Club                 | 268                                 | (−12)                               | £ 110.000                           |
| 1993 | Greg Norman (2)                     | Australien                          | Royal St George’s Golf Club         | 267                                 | (−13)                               | £ 100.000                           |
| 1992 | Nick Faldo (3)                      | England                             | Muirfield Golf Club                 | 272                                 | (−12)                               | £ 95.000                            |
| 1991 | Ian Baker-Finch                     | Australien                          | Royal Birkdale Golf Club            | 272                                 | (−8)                                | £ 90.000                            |
| 1990 | Nick Faldo (2)                      | England                             | St Andrews, Old Course              | 270                                 | (−18)                               | £ 85.000                            |
| 1989 | Mark Calcavecchia                   | Vereinigte Staaten                  | Royal Troon Golf Club               | 275                                 | (−13)                               | £ 80.000                            |
| 1988 | Seve Ballesteros (3)                | Spanien                             | Royal Lytham & St.Annes             | 273                                 | (−11)                               | £ 80.000                            |
| 1987 | Nick Faldo                          | England                             | Muirfield Golf Club                 | 279                                 | (−5)                                | £ 75.000                            |
| 1986 | Greg Norman                         | Australien                          | Turnberry Golf Club                 | 280                                 | (E)                                 | £ 70.000                            |
| 1985 | Sandy Lyle                          | Schottland                          | Royal St George’s Golf Club         | 282                                 | (+2)                                | £ 65.000                            |
| 1984 | Seve Ballesteros (2)                | Spanien                             | St Andrews, Old Course              | 276                                 | (−12)                               | £ 55.000                            |
| 1983 | Tom Watson (5)                      | Vereinigte Staaten                  | Royal Birkdale Golf Club            | 275                                 | (−9)                                | £ 40.000                            |
| 1982 | Tom Watson (4)                      | Vereinigte Staaten                  | Royal Troon Golf Club               | 284                                 | (−4)                                | £ 32.000                            |
| 1981 | Bill Rogers                         | Vereinigte Staaten                  | Royal St George’s Golf Club         | 276                                 | (−4)                                | £ 25.000                            |
| 1980 | Tom Watson (3)                      | Vereinigte Staaten                  | Muirfield Golf Club                 | 271                                 | (−13)                               | £ 25.000                            |

(*) Die Zahl gibt die Anzahl der Siege des einzelnen Golfers bis dahin an.
Die folgenden Fußnoten sind belegt:
1. ↑  nach Stechen über 4 Extralöcher gegen Louis Oosthuizen und Marc Leishman
2. ↑  nach Stechen über 4 Extralöcher gegen Tom Watson
3. ↑  nach Stechen über 4 Extralöcher gegen Sergio García
4. ↑  nach Stechen über 4 Extralöcher gegen Ernie Els
5. ↑  nach Stechen über 4 Extralöcher gegen Steve Elkington, Stuart Appleby und Thomas Levet
6. ↑  nach Stechen über 4 Extralöcher gegen Justin Leonard und Jean Van de Velde
7. ↑  nach Stechen über 4 Extralöcher gegen Brian Watts
8. ↑  nach Stechen über 4 Extralöcher gegen Costantino Rocca
9. ↑  nach Stechen über 4 Extralöcher gegen Greg Norman und Wayne Grady

## Bekannte Mehrfachsieger
Stand 2014
- Harry Vardon (6 Siege zwischen 1896 und 1914)
- John Henry Taylor (5 Siege und 6 zweite Plätze zwischen 1894 und 1914)
- James Braid (5 Siege zwischen 1901 und 1910)
- Peter Thomson (5 Siege zwischen 1954 und 1965)
- Tom Watson (5 Siege zwischen 1975 und 1983)
- Willie Park Sr., der Gewinner der ersten Open (4 Siege bis 1875)
- Old Tom Morris und Young Tom Morris (jeweils 4 Siege bis 1872)
- Walter Hagen (4 Siege zwischen 1922 und 1929)
- Bobby Locke (4 Siege zwischen 1949 und 1957)
- Jack Nicklaus (3 Siege und 7 zweite Plätze zwischen 1964 und 1979)
- Jamie Anderson (3 Siege zwischen 1877 und 1879)
- Bob Ferguson (3 Siege zwischen 1880 und 1882)
- Robert Tyre Jones Jr (3 Siege zwischen 1926 und 1930)
- Henry Cotton (3 Siege zwischen 1934 und 1948)
- Gary Player (3 Siege zwischen 1959 und 1974)
- Severiano Ballesteros (3 Siege zwischen 1979 und 1988)
- Nick Faldo (3 Siege zwischen 1987 und 1992)
- Tiger Woods (3 Siege seit 2000)
- Gene Sarazen (Sieg 1932 und ältester Teilnehmer 1976 mit 74 Jahren)